# لويس برتراند كاستل
لويس برتراند كاستل (بالفرنسية: Louis Bertrand Castel )‏ (و. 1688 – 1757 م) هو رياضياتي، وفيزيائي فرنسي، ولد في مونبلييه، كان عضوًا في الجمعية الملكية، توفي في باريس، عن عمر يناهز 69 عاماً.

## جوائز
حصل على جوائز منها:
- زميل في الجمعية الملكية.